# Döden (tarotkort)

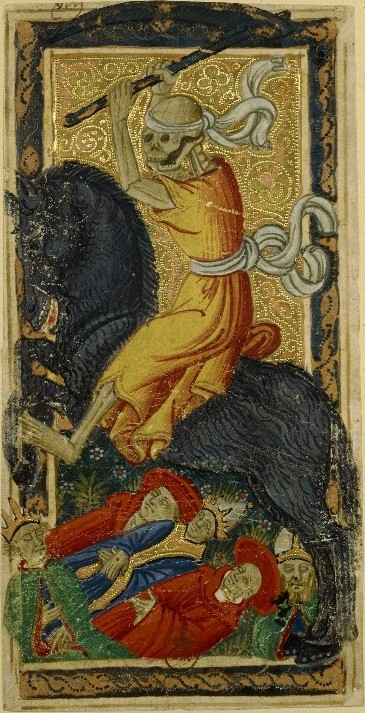
Döden ridandes här på en svart häst och med en lie i handen.

Döden är ett av de 78 korten i en tarotkortlek och är ett av de 22 stora arkanakorten. Kortet ses generellt som nummer 13. Rättvänt symboliserar kortet förändring, slut, övergång eller att släppa taget. Omvänt symboliserar kortet rädsla för förändring, att återupprepa negativa mönster, stagnering och förfall. Kortet föreställer generellt döden ridandes på en vit häst hållande i en svart flagga. Döden är gestaltad som ett skelett bärandes en rustning. Nedanför döden står en skara människor av flera samhällsklasser, generellt en kung och en tiggare. Döden har dock inte alltid varit det självklara namnet för kortet, i vissa tarotlekar har kortet istället haft namnet Omvandling då det är mer i linje med kortets innebörd. I vissa fall har till och med kortet inte haft något namn alls. På grund av kortets ibland missvisande utformning har dödenkortet gestaltats på många olika vis, däribland genom fågeln Fenix, kadaver, ormar och ibland med levande människor. Att döden rider på en häst anses av vissa vara en anspelan på den fjärde apokalyptiske ryttaren i Uppenbarelseboken.